# 王小亭

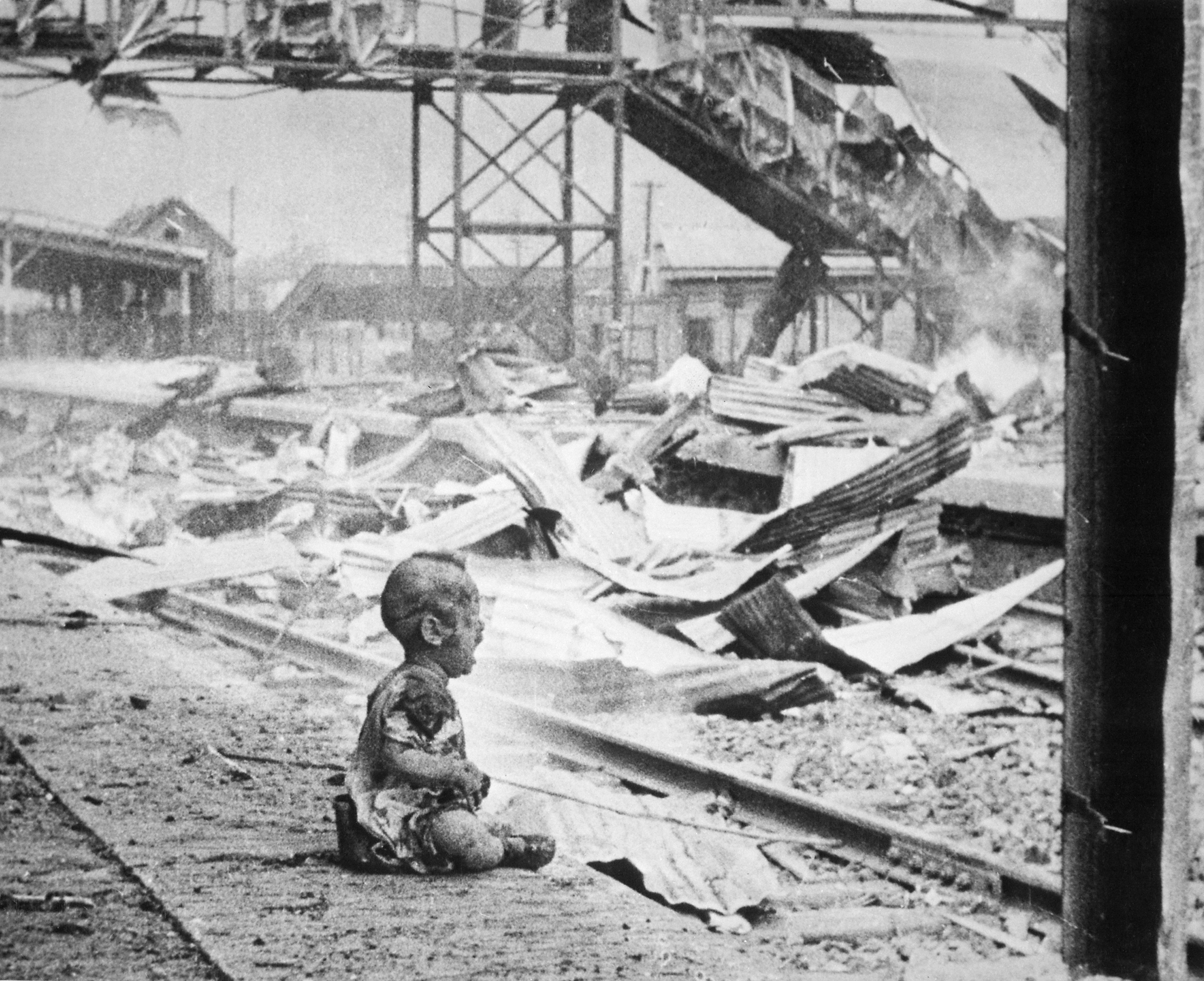
王小亭所拍攝之《中國娃娃》

王小亭（1900年—1981年3月9日），又名王海升，是一位華裔知名攝影師。

## 生平
生于北京，曾就读于南开大学，后赴美学习摄影。於美學成後，王小亭即擔任英美公司新聞短片之攝影師。之後，他於1925年－1937年間，歷任萬國新聞通訊社攝影記者、上海《申報》新聞攝影社主任及美國赫斯特新聞社記者。事實上，他為中國第一位姓名可考之新聞攝影記者。

## 成名
1937年8月28日，任職於美國赫斯特新聞社的他於淞滬會戰之張華浜戰鬥後的日本空襲上海南車站行動過程中，拍攝了原提名為《中國娃娃》的真實新聞照片。以靜態攝影描繪中國戰火下兒童的該照片，於兩週後見於美國知名《生活》周刊。而此《中國娃娃》照片中殘破的戰爭廢墟與哭泣的小嬰兒圖像，不但震驚美國輿論界，甚至迅速流傳於全世界。有許多人認為，該照片是美國民眾從支持日本「進出」中國到反對日本侵華的關鍵。
二戰期間，王小亭仍隨著中華民國國民革命軍及國民政府拍攝戰爭相關之新聞影片。這階段，許多描繪蔣宋美齡與蔣中正日常生活影片，也多出自他手。戰後，王小亭仍定居美國，不過仍前往台灣從事照片或紀錄片攝影相關工作。1950年－1960年代，轉任米高梅公司紀錄片攝影的王小亭，拍攝如《章嘉活佛火化》、《台灣櫻花盛開》等短片。